# Plutonium 241
table
Le plutonium 241, noté 241Pu, est l'isotope du plutonium dont le nombre de masse est égal à 241 : son noyau atomique compte 94 protons et 147 neutrons avec un spin 5/2+ pour une masse atomique de 241,056 85 g/mol. Il est caractérisé par un excès de masse de 52 955,1 ± 1,1 keV et une énergie de liaison nucléaire par nucléon de 7 546,44 keV. Il se forme à partir de plutonium 240 par capture neutronique. Comme le plutonium 239, il s'agit d'un isotope fissile, susceptible d'entretenir une réaction en chaîne, avec une section efficace de capture neutronique 1⁄3 supérieure à celle du 239Pu et une probabilité semblable de fission par absorption de neutron de l'ordre de 73 %. Il produit sinon du plutonium 242. Les isotopes ayant un nombre de neutrons impair sont généralement plus enclins à absorber un neutron et à fissionner par la suite que les isotopes qui ont un nombre pair de neutrons.
La demi-vie de 14 ans du 241Pu conduit à la désintégration β− en 241Am d'environ 5 % du matériau chaque année. Plus le combustible nucléaire attend avant d'être retraité, plus le 241Pu se désintègre en 241Am, qui n'est pas fissile et est un émetteur α avec une demi-vie de 432 ans ; 241Am est un contributeur majeur à la radioactivité des déchets nucléaires sur plusieurs centaines, voire milliers d'années.
L'américium a une valence inférieure et est chimiquement moins électronégatif que le plutonium, le neptunium ou l'uranium, de sorte qu'il tend, dans la plupart des procédés de retraitement, à se retrouver dans la fraction des produits de fission alcalins tels que les lanthanides, le strontium, le césium ou le baryum, de sorte qu'il n'est recyclé sous forme de combustible nucléaire qu'à l'issue d'un procédé spécifique.
Dans les réacteurs à neutrons thermiques, 241Am capture un neutron pour donner de l'américium 242, qui se désintègre rapidement en 242Cm par radioactivité β−. 242Am et 242Pu ont une probabilité bien plus faible d'absorber un neutron, et encore plus faible de fissionner ; le 242Cm se désintègre rapidement (demi-vie d'environ 160 jours) et presque toujours par radioactivité α pour donner du plutonium 238 plutôt que par capture neutronique. L'américium 241 doit en fait absorber deux neutrons avant de devenir fissile.